# Livre de Munster
Le Livre de Munster (en irlandais : le Leabhar Muimhneach), connu aussi sous le nom de Psautier de Cashel, est un manuscrit irlandais contenant des listes généalogiques et des récits héroïques. Il commence par la création du monde telle qu'elle est rapportée dans la Genèse, et établit une liaison entre les générations nées d'Adam et les anciennes généalogies irlandaises. Suivent l'histoire de la migration des Milésiens d'Eber, fils de Miled, l'ancêtre éponyme des tribus du Munster, et de leurs descendants jusqu'à Brian Boru. Le texte présente surtout un grand intérêt pour la période allant du VIIe siècle au Xe siècle, pour laquelle il délivre une information que, souvent, l'on ne retrouve pas dans les autres chroniques. 

## Texte
Le Leabhar Muimhneach est une compilation relativement moderne de documents irlandais anciens réalisée par Domhnall Ó Duinnín et Tadhg mac Dáire Mheic Bhruaideadha au début du XVIIe siècle. 
La partie généalogique fut probablement écrite vers 900 par Cormac mac Cuilennáin, évêque et roi de Munster de 902 à sa mort, en 908. Elle repose principalement, en ce qui concerne le Munster, sur des éléments composés vers 740. Le texte fut ensuite étendu à la période suivante vers l'an 1000. Réaugmenté vers 1015, il fut ensuite copié par des érudits de l'Ulster au cours du XIe siècle. Des copies firent leur apparition dans le Leinster au XIIe siècle et furent incluses dans le manuscrit Rawlinson B.502 et le Livre de Leinster. Les principales étapes de ces compilations successives se refléteraient particulièrement dans les généalogies de rois et de saints. 
Le terme de Leabhar Muimhneach semble avoir été donné au manuscrit par les scribes et non pas par le compilateur. Il doit être distingué du Leabhar Ruadh Muimhneach, écrit par Murchad Ó Cuindlis (probablement le scribe d'une partie du Livre de Lecan) un peu avant 1400. 
Il est préservé sous la forme de plusieurs manuscrits du XVIIIe siècle, la meilleure version étant le travail du scribe Richard Tipper datant des années 1716-1717.